# Reliant

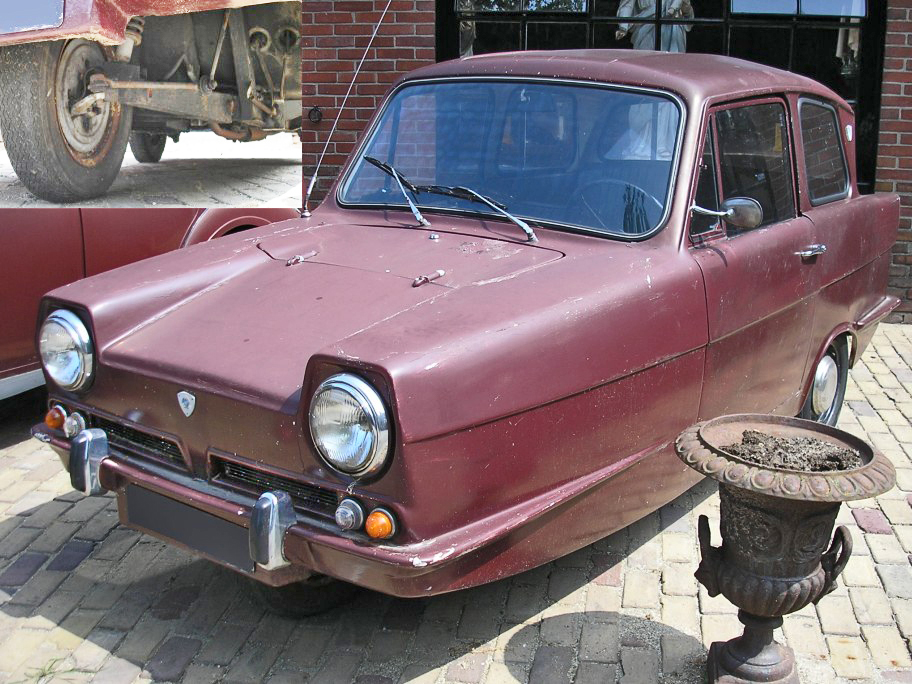
Reliant Regal

Reliant was een Britse autofabrikant. Het bedrijf was gevestigd in Tamworth (Staffordshire)
Reliant werd in 1935 door T. L. Williams opgericht, om de Raleigh driewielige bestelwagen te bouwen. Dit vrachtwagentje dat qua uiterlijk doet denken aan de Vespacar was in 1933 ontworpen maar Raleigh wilde het niet langer produceren.
Er zijn verschillende uitvoeringen geweest van deze driewieler bestelauto, met een laadvermogen variërend van 6 CWT tot 12 CWT. (1 CWT is bijna 50kg).

## Toegepaste motoren
De transporter had drie versnellingen. Aanvankelijk was dit voertuig uitgerust met een eencilinder motor met een cilinderinhoud van 600cc die de achterwielen aandreef. Later werd een luchtgekoelde v-twin zijklepmotor van 750cc toegepast
In 1938 werd deze motor vervangen door viercilinder zijklepmotor van Austin met een cilinderinhoud van 750cc. Eind 1938 besloot Austin echter de productie van deze motor te staken. Na overleg met Austin zette Reliant de productie van de motor voort. De versie van Reliant had een drievoudig gelagerde krukas net als de laatste Austins. De vleugeltjes aan de zijkant van het carter verdwenen, en het vermogen steeg van 9,3 naar 13 kW.

## Personenauto's

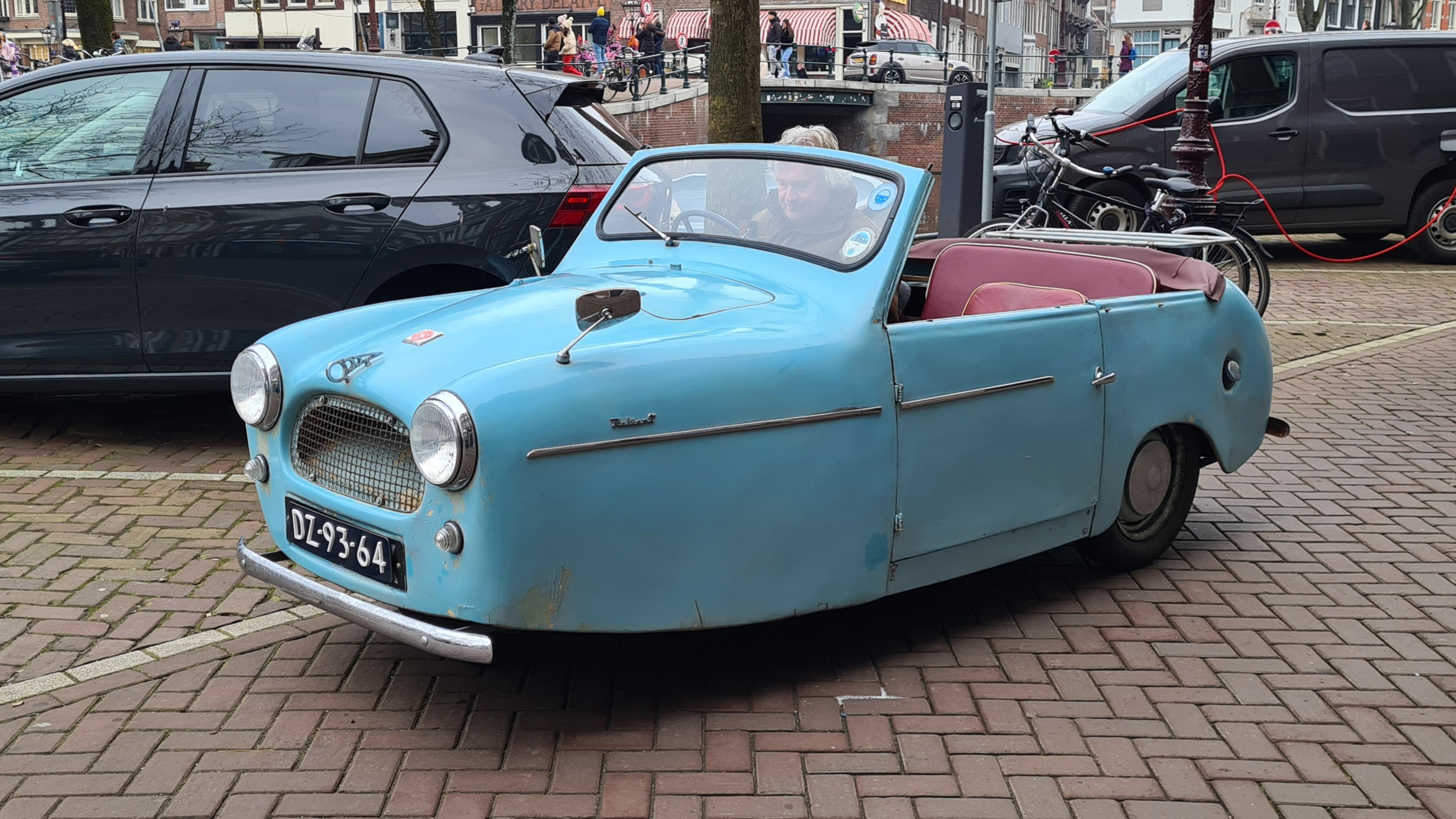
Reliant Regal Mk3, 1957

In 1952 lanceerde Reliant een personenauto; de Regal MK1. De driewielige Reliant Robin, Reliant Regal en Reliant Rialto waren de bekendste personenwagens van Reliant. In Nederland werden deze geïmporteerd door Waaijenberg.
Reliant nam in de jaren zeventig concurrent Bond Cars Ltd. over en produceerde de futuristisch uitziende Bond Bug, een sportieve driewielige personenwagen waarvan het dak en de zijpanelen uit één stuk bestond dat omhoog geklapt moest worden zodat de bestuurder kon instappen. De auto was ontworpen door Tom Karen.
Strengere wetgeving luidde in 1999 het einde in van de Reliant. B&N Plastics in Cannock wilde de productie wel overnemen, maar sindsdien heeft dit bedrijf steeds met tegenslag te kampen gehad, als het ging om Reliant te verkopen. In 2003 werd de productie definitief gestaakt.

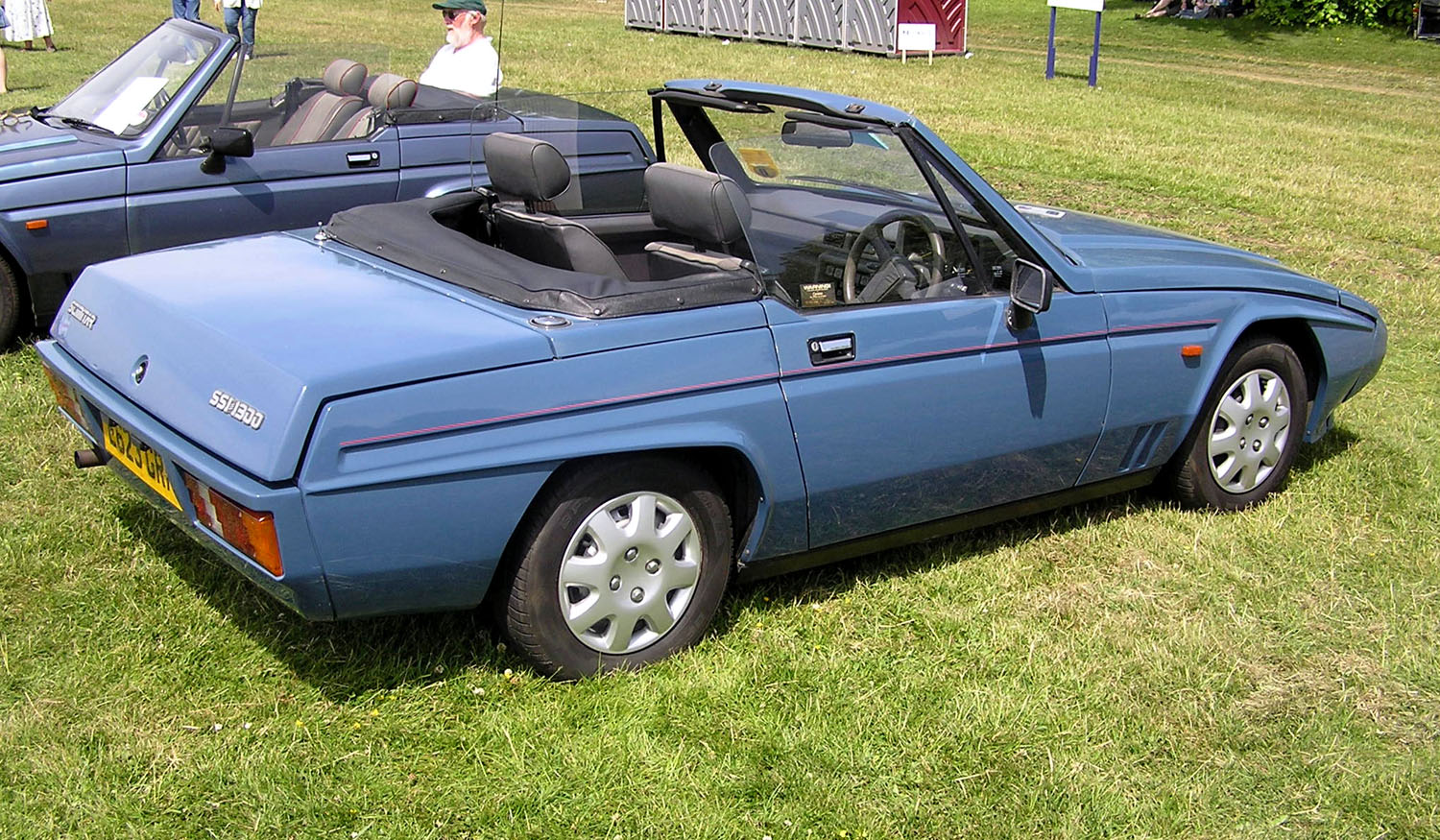
Reliant Scimitar SS1

## Vierwielers en andere modellen
Reliant stond bekend als fabrikant van driewielige personenwagens, maar het heeft ook sportwagens gebouwd, de Reliant Sabre en Reliant Scimitar. Daarnaast ontwierp het voor de Turkse autofabrikant Otosan de Otosan Anadol.
Minder bekende modellen zijn de Reliant Fox (een vierwielige pick-up), Reliant Ant (een driewielige pick-up), Reliant Jimmy en de Reliant Kitten.